# 1,2-Diphenylethan
1,2-Diphenylethan ist eine chemische Verbindung aus der Gruppe der Benzolderivate. Sie bildet die Grundstruktur von einigen natürlichen Verbindungen wie Dihydrostilbenoiden.

## Vorkommen
Natürlich kommt 1,2-Diphenylethan im Balsambaum (Myroxylon balsamum) vor.

## Gewinnung und Darstellung
1,2-Diphenylethan wird nach der Wurtz-Fittig-Synthese aus Benzylchlorid und Natrium oder aus Benzylbromid und Magnesium hergestellt.

## Eigenschaften
1,2-Diphenylethan ist ein weißer Feststoff, der unlöslich in Wasser ist.

## Verwendung
1,2-Diphenylethan wird für organische Synthesen verwendet.